# Connecteur coaxial radiofréquence

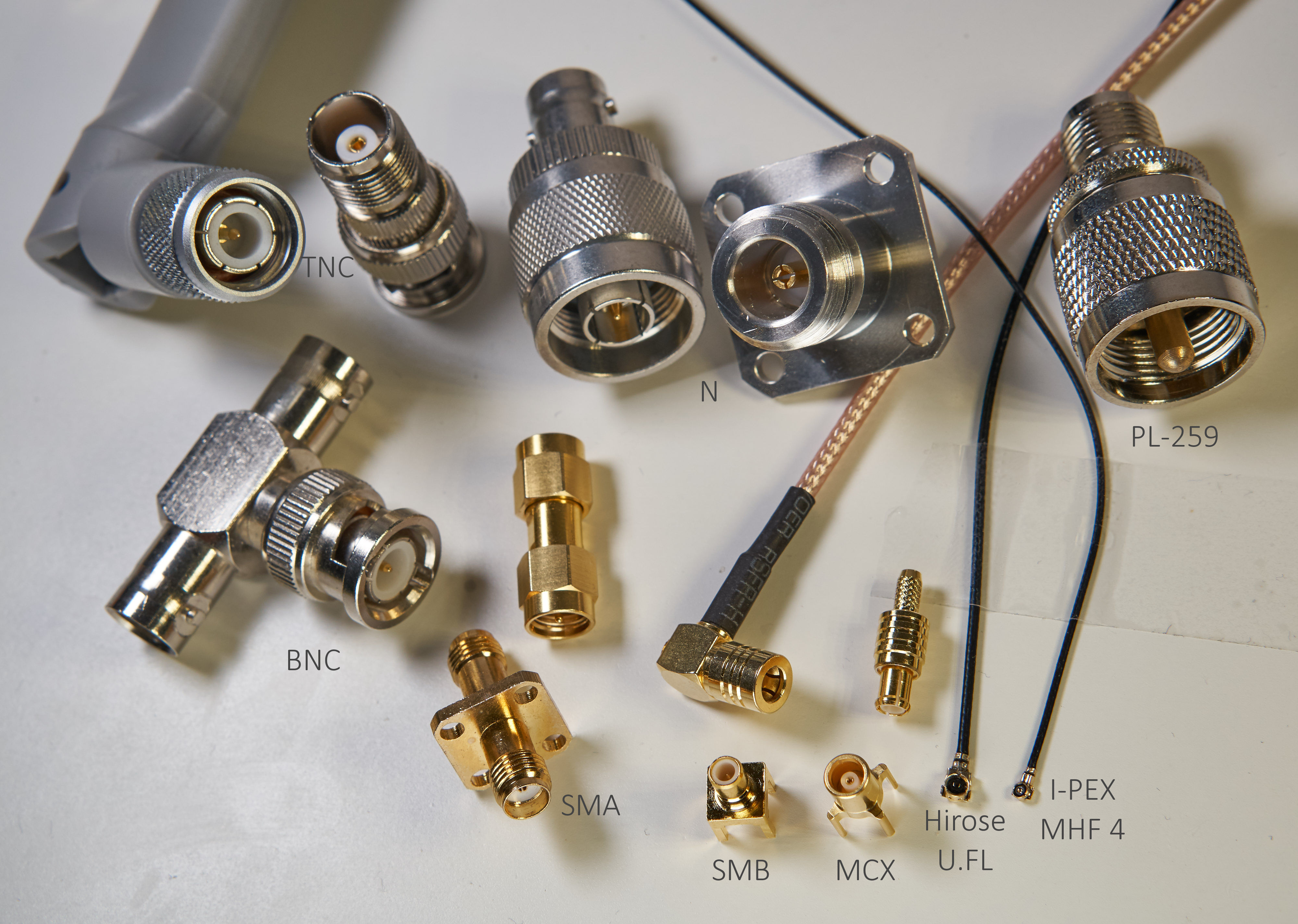
Divers connecteurs RF populaires

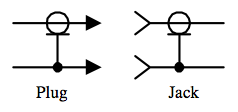
Symboles électroniques des connecteurs coaxiaux fiche et jack

La réflectométrie dans le domaine temporel montre les réflexions dues aux variations d'impédance dans les connecteurs RF couplés.

Les connecteurs coaxiaux pour signaux radiofréquences sont utilisés pour transmettre des signaux électriques. Ils sont conçus pour maintenir la même impédance caractéristique que le câble tel que 50 ohm et 75 ohm. Ils sont généralement utilisés pour les connexions vidéo et radiofréquence dans toutes les bandes de fréquences pour transmettre un signal numérique ou analogique.

## Description
La performance d'un connecteur coaxial minimise le changement d'impédance de la ligne de transmission au niveau de la connexion afin de réduire la réflexion du signal et la perte de puissance. À mesure que la fréquence augmente, les petites variations d'impédance des connecteurs provoquent la réflexion du signal plutôt que son passage. De plus, un connecteur radiofréquence ne doit pas permettre aux interférences extérieures de perturber le signal transitant dans le câble coaxial.
Les connecteurs coaxiaux sont utilisés pour les récepteurs de télévision, les radios bidirectionnelles, certains appareils Wi-Fi dotés d'antennes amovibles et les instruments de mesure industriels ou scientifiques utilisant des fréquences radio.

### Standards
Il existe de nombreux standards sur ce type de connecteurs. Une partie d'entre eux sont très anciens et parfois issues de normes militaire,.